# ボフダン・フメリニツキー (映画)
『ボフダン・フメリニツキー』（ロシア語：Богдан Хмельницкий、バフダーン・フメリニーツキイ）は、1941年のソビエト連邦の歴史映画である。
ウクライナの国民的英雄、ウクライナ・コサックの頭領、ボフダン・フメリニツキーを主人公にしている。テーマは、ウクライナ・ポーランド戦争、いわゆるフメリニツキーの乱（1648年 - 1657年）である。1939年のソ連・ナチス・ドイツによるポーランド分割の直後に作られた。
反ポーランド主義・反カトリック主義を主張するとともに、ウクライナ・ロシアの永久同盟を正当化するソ連の典型的なプロパガンダ映画の一つとされている。
日本では未公開。

## ビデオ
- ボフダン・フメリニツキー（youtube、パブリックドメイン 1941年）